# Луганські громади ІПЦ
Луганські громади І́стинно-правосла́вної це́ркви (катакомбна церква, рух «непоминаючих») виникли у 20-х рр. XX ст. Була утворена частиною духовенства Російської православної церкви, яка не бажала ставати на лояльні щодо радянської влади позиції.

## Історія
Перші нелегальні групи катакомбників на Луганщині з’явилися в 1922-1923 рр. Наступними роками релігійне підпілля постійно поповнювалося віруючими особливо після прийняття заступником місцеблюстителя РПЦ Сергієм Страгородським декларації про лояльність до радянської влади. 
До антисергіанської опозиції приєдналися єпископ Старобільський Павло Кратиров, який тоді перебував на покої у Харкові, і єпископ Бахмутський і Донецький Йоасаф Попов, який мешкав у Новомосковську, що на Дніпропетровщині. Керуванням громадами півдня Росії та України здійснював вікарій Воронізької єпархії єпископ Уразовський Олексій Буй (течія “буївців”).
Неабияку роль у ствердженні Істинно-православної церкви зіграло чернецтво. Разом з ігуменею Херувімою Дмитрієвською церковну опозицію підтримали монахині й послушниці Успенсько-Серафимівської обителі, що знаходилася під Сватовим. До ІПЦ приєдналися деякі ченці Луганського Троїцького монастиря. Так, ієромонах Рафаїл Рудь з 1930 р. знаходився під духовною опікою єпископа Павла Кратирова.
У підпіллі знаходилися також течії істинно-православних християн (ІПХ). До них відносилися стефанівці, послідовники монаха Суздальського монастиря Стефана Підгорного. У 1927 р. ієромонах Ісая Кушнарьов намагався створити стефанівську громаду у Верхньому (нині у складі Лисичанська), куди був запрошений священик о. Василь Підгорний, онук старця Стефана. 
Подібною до суздальців течією були іоанніти - наслідувачі протоієрея о. Іоанна Кронштадтського. Невелика іоаннітська група існувала в Новоайдарі, якою керував Макар Сидоров. Він активно підтримував зв’язок із відомим серед катакомбників Луганська Пилипом Горбенком.
Після війни ІПЦ та ІПХ зберегли свої структури. 
Значну увагу істинно-православні християни приділяли розповсюдженню релігійного самвидаву. Найбурхливішу самвидавничу справу в регіоні в 50-ті рр.  розгорнули лідери молодіжної групи ІПХ Краснодонського району Г.Цимбал і П.Сорокін. Вони писали й роздавали краснодонцям літературу апокаліпсично-есхатологічного й політичного змісту. Авторами документів були Г.Цимбал і П.Сорокін.  
У краї створюються підпільні “монастирки”. У 1951 р. катакомби з’явилися у Камброді, передмісті Ворошиловграда. Їхнім засновником став 35-річний Петро Зебзеєв. Він разом з іншими істинно-православними християнами вирив під будинком, де мешкав, печеру. Кам’янобродські катакомби відвідувало близько 12 вірних ІПХ. Постриг здійснював колишній насельник Афонського монастиря ієромонах Никострат Кожушко. 
Діяльність ІПЦ-ІПХ була заборонена радянським законодавством і підпадала під дію ст. 209 КК УРСР. У 40-60-ті рр. були притягнуті до кримінальної відповідальності багато активістів катакомбної церкви. Це значно обезкровило  релігійне підпілля. У 60-80-ті рр. на Луганщині збереглися дрібні, іноді глибоко законспіровані, групи ІПХ, які не мали суттєвого впливу на православних віруючих регіону. За станом на березень 1985 р. групи ІПХ були зосереджені здебільшого в Новопсковському, Сватівському й Старобільському районах. Близько 30 катакомбників мешкало в Станично-Луганському районі. 
У 1990-х рр. відродилося кілька громад ІПЦ у Краснодонському районі. У цей період істинно-православних християн із новою силою охопили есхатологічні настрої. Вони відчутно здійснили вплив на вірних УПЦ, зокрема це проявилося у ставленні віруючих цієї церкви до ідентифікаційних номерів як до числа звіра “666”. 

## Інші православні течії
- Луганська єпархія УПЦ
- Луганські громади УПЦ-КП
- Луганські громади УАПЦ
- Старообрядництво в Луганській області